# 伍德拜恩 (堪薩斯州)
伍德拜恩（英語：Woodbine）是一個位於美國堪薩斯州迪金森縣的城市。

## 地方資料
根據2020年美國人口普查的數據，伍德拜恩的面積為0.41平方千米，當中陸地面積為0.41平方千米，而水域面積為0.00平方千米。當地共有人口157人，而人口密度為每平方千米382.93人。